# Москоне, Джордж
Джордж Ричард Моско́не (англ. George Richard Moscone, 24 ноября 1929 — 27 ноября 1978) — американский политик, член Демократической партии США, мэр Сан-Франциско, застрелен в своём кабинете Дэном Уайтом 27 ноября 1978 года. В 1963—1966 годах Москоне был членом наблюдательного совета Сан-Франциско. В 1966 году был избран в Сенат штата Калифорния, где работал вплоть до избрания его мэром Сан-Франциско в декабре 1975 года.

## Биография
Москоне родился в итало-американском анклаве района Марина в Сан-Франциско, штат Калифорния. Семья Москоне происходит из Пьемонта и Лигурии. Его отцом был Джордж Джозеф Москоне, тюремный охранник в соседнем Сан-Квентине, а его мать, Лена, была домохозяйкой, которая позже пошла работать, чтобы содержать себя и своего сына после того, как она рассталась с мужем.
Москоне учился в колледже Св. Бригитты, а затем в подготовительном колледже Св. Игнатия, где был известным участником дебатов и звездой городского баскетбола. Затем он учился в Тихоокеанском колледже по баскетбольной стипендии и играл в баскетбол за «Тигры».
Затем Москоне учился в юридическом колледже Гастингса Калифорнийского университета, где получил юридическую степень. В 1954 году он женился на Джине Бонданза, которую знал ещё со школьной скамьи. У Москоне родилось четверо детей. После службы в ВМС США Москоне начал частную практику в 1956 году.

## Карьера
Будучи молодым человеком, играющим в баскетбол, и молодым юристом, Москоне подружился с Джоном Л. Бертоном, который позже стал членом Палаты представителей США. Старший брат Джона Бертона, Филипп, член Ассамблеи штата Калифорния, нанял Москоне для участия в выборах в Ассамблею в 1960 году как демократ. Хотя он проиграл эту гонку, Москоне выиграл место в Наблюдательном совете Сан-Франциско в 1963 году. В Совете Москоне был известен своей защитой бедных людей, расовых меньшинств и владельцев малого бизнеса, а также поддержку первой успешной борьбы в Сан-Франциско за блокирование строительства предложенной автострады, которая должна была пройти через парк Золотые Ворота и несколько районов.

### Сенатор штата Калифорния
В 1966 году Москоне баллотировался и получил место в Сенате штата Калифорния, представляя 10-й округ округа Сан-Франциско. Москоне быстро поднимался по служебной лестнице в Калифорнийской демократической партии и стал тесно связан со свободным союзом прогрессивных политиков в Сан-Франциско во главе с братьями Бертон. Этот альянс был известен как « Машина Бертона» и включал в себя Джона Бертона, Филиппа Бертона и члена законодательного собрания Уилли Брауна. Вскоре после своего избрания в Сенат штата Москоне был избран своей партией лидером большинства. Он был переизбран на место 10-го округа в 1970 году и на недавно перераспределенное место в 6-м округе, представляющее части округов Сан-Франциско и Сан -Матео, в 1974 году законопроект о легализации абортов, подписанный губернатором Рональдом Рейганом. В 1974 году Москоне ненадолго рассматривал возможность баллотироваться на пост губернатора Калифорнии, но через короткое время отказался от участия в пользу государственного секретаря Калифорнии Джерри Брауна.
Москоне также был одним из первых сторонников прав геев. Вместе со своим другом и союзником в Ассамблее Уилли Брауном Москоне удалось принять закон, отменяющий калифорнийский закон о гомосексуализме. Отмена была подписана губернатором Калифорнии Джерри Брауном.

### Мэр Сан-Франциско
19 декабря 1974 года Москоне объявил, что будет баллотироваться на пост мэра Сан-Франциско в гонке 1975 года. В тесной гонке в ноябре 1975 года Москоне занял первое место, второе место занял консервативный городской руководитель Джон Барбагелата, а третье место занял руководитель Дайан Файнштейн. Таким образом, Москоне и Барбаджелата вышли на обязательный второй тур выборов в декабре, где Москоне с небольшим перевесом одержал победу над консервативным руководителем, набрав менее 5000 голосов. Либералы также получили другие высшие административные посты города в том же году, когда Джозеф Фрейтас был избран окружным прокурором, а Ричард Хонгисто был переизбран на свой пост шерифа.
Москоне провел массовую кампанию мэра, в которой приняли участие добровольцы из таких организаций, как Мемориальная церковь методистов Глайд, Деланси-стрит (реабилитационный центр для бывших заключенных) и Храм народов, который первоначально был известен как церковь, проповедующая расовое равенство и социальную справедливость, но превратился в фанатичную церковь, политический культ. Всю оставшуюся жизнь Барбагелата утверждал, что Храм Народов совершал массовые фальсификации выборов от имени Москоне, многократно привозя людей из других городов для голосования под именами умерших жителей Сан-Франциско.
Храм народов также работал над тем, чтобы получить голоса на участках, где Москоне получил перевес в 12 голосов против 1 над Барбагелатой. После того как работа Храма народов и голоса членов Храма сыграли важную роль в достижении близкой победы Москоне, Москоне назначил лидера Храма Джима Джонса председателем Жилищной комиссии Сан-Франциско.
Первый год Москоне на посту мэра был потрачен на то, чтобы предотвратить переезд профессиональной бейсбольной команды San Francisco Giants в Торонто и отстаивать инициативу общегородского голосования в пользу окружных выборов в Наблюдательный совет. Москоне был первым мэром, назначившим большое количество женщин, геев, лесбиянок и представителей расовых меньшинств в городские комиссии и консультативные советы. В 1977 году он назначил Дель Мартин, первую открытую лесбиянку, и Кэтлин Хардиман Арнольд, ныне Кэтлин Рэнд Рид, первую темнокожую женщину, уполномоченными Комиссии Сан-Франциско по положению женщин (SFCOSW). Москоне также назначил либерального начальника полиции Окленда Чарльза Гейна возглавить Департамент полиции Сан-Франциско. Гейн (и, как следствие, Москоне) стал крайне непопулярен среди рядовых полицейских Сан-Франциско из-за того, что предложил урегулировать судебный процесс, возбужденный меньшинствами, заявляющими о дискриминационной практике набора в полицию.
В апреле 1977 года Москоне выступил против официальных лиц в Вашингтоне, поддержав 25-дневную оккупацию Федерального здания Сан-Франциско группой из более чем 100 человек с ограниченными возможностями, требующих соблюдения своих гражданских прав, в ходе так называемой сидячей забастовки 504. В то время как федеральные чиновники надеялись заморить протестующих голодом, мэр посетил их и организовал доставку переносных душей и полотенец. Отчасти благодаря поддержке Москоне оккупация прошла успешно и помогла проложить путь к принятию Закона об американцах с ограниченными возможностями (ADA) тринадцать лет спустя.
В 1977 году Москоне, Фрейтас и Хонгисто легко пережили голосование по отзыву, инициированное побежденным противником Москоне Джоном Барбагелатой и деловыми кругами. Это было политическое оправдание Москоне, победившего с большим перевесом голосов. Барбагелата объявил, что уходит из политики. В том же году избиратели Сан-Франциско приняли систему окружных выборов. Первые окружные выборы в Наблюдательный совет города состоялись в ноябре 1977 года. Среди избранных были первый в городе открытый гей-надзиратель Харви Милк , мать-одиночка и поверенный Кэрол Рут Сильвер, американец китайского происхождения Гордон Лау, а также пожарный и полицейский Дэн Уайт. Милк, Сильвер и Лау вместе с Джоном Молинари и Робертом Гонсалесом составили союзников Москоне в Совете директоров, в то время как Дэн Уайт, Дайэнн Файнштейн, Квентин Копп, Элла Хилл Хатч, Ли Долсон и Рон Пелоси сформировали слабо организованную коалицию, чтобы противостоять Москоне и его инициативы. Файнштейн былa избрана президентом Наблюдательного совета 6 голосами против 5, при этом сторонники Москоне поддержали Лау. Принято считать, что Файнштейн, дважды проигравшая выборы на пост мэра, поддержит Коппа против Москоне на выборах 1979 года и уйдет в отставку, а не снова баллотируется в Совет.

#### Отказ исследовать Храм Народов
В августе 1977 года, после того как председатель Жилищной комиссии Джим Джонс бежал в Джонстаун из-за проверки средств массовой информации о преступных правонарушениях, Москоне объявил, что его офис не будет расследовать дело Джонса и Народного храма. Более позднее массовое убийство-самоубийство в Джонстауне доминировало в национальных заголовках во время смерти Москоне.
После резни члены Храма сообщили The New York Times, что Храм организовал доставку «автобусов» членов из долины Редвуд в Сан-Франциско для голосования на выборах. Бывший член Храма заявил, что многие из этих членов не были зарегистрированы для голосования в Сан-Франциско, в то время как другой бывший член сказал, что «Джонс повлиял на выборы». Перед отъездом из Сан-Франциско Джонс утверждал, что подкупил Москоне сексуальными услугами от женщин-членов Храма, в том числе несовершеннолетних; его сын, Джим Джонс-младший, позже вспомнил, как Москоне часто посещал вечеринки в Храме «с коктейлем в руке и хватал задницу».

## После смерти
- В честь Джорджа Москоне названы Москоне Центр (крупнейший в Сан-Франциско конференционно-выставочный центр) и Центр Отдыха имени Москоне — парк, расположенный в северной части Сан-Франциско.
- Скульптурный портрет Джорджа Москоне, установленный в Сан-Франциско, выполнен американским художником Робертом Арнесоном[19][20].